# Хасанова, Аида Ильясовна
Аида Ильясовна Хасанова (узб. Aida Ilyasovna Xasanova; 4 августа 1983, Ташкент — 23 мая 2023, Ташкент) — узбекистанская фехтовальщица и международный судья по фехтованию.

## Биография
Аида является чемпионкой Узбекистана по фехтованию на рапире 1998, 1999, 2000, 2002 годов, а также обладательницей Кубка Узбекистана по фехтованию на сабле 2008 года. Аида представляла Узбекистан на чемпионатах мира в Санкт Петербурге, Россия в 2007 году и Турине, Италия в 2006.
В 2014 года Аида стала первым судьёй международного класса по фехтованию в истории Узбекистана на всех трёх видах оружия. С того же года она являлась судьёй Международной Федерации Фехтования (FIE) и судила на международных чемпионатах и турнирах.
В 2019 году Аида становится первым судьёй из Узбекистана и стран Центральной Азии, которая будет представлять свою родину на Олимпийских Играх в Токио. Она также являлась единственной женщиной-судьёй, представляющей весь Азиатский регион на Олимпиаде 2020 года.
Скончалась 23 мая 2023 года на 40-м году жизни после проведённой косметологической операции.